# Alfredo Martini
Alfredo Martini (Sesto Fiorentino, província de Florència, 18 de febrer de 1921 - 25 d'agost de 2014) va ser un ciclista italià que fou professional entre 1941 i 1958. Durant la seva carrera esportiva destaquen les victòries al Giro dels Apenins (1947), Giro del Piemont (1950) i una etapa del Giro d'Itàlia (1950).
Finalitzà cinc vegades entre els 10 primers del Giro d'Itàlia, destacant la 3a posició final en l'edició de 1950, en què guanyà una etapa.

## Palmarès
- 1938
  - 1r a la Coppa Cicogna
- 1947
  - 1r al Giro dels Apenins
- 1950
  - 1r al Giro del Piemont
  - Vencedor d'una etapa al Giro d'Itàlia
- 1951
  - Vencedor d'una etapa de la Volta a Suïssa

### Resultats al Giro d'Itàlia
- 1946. 9è de la classificació general
- 1947. 6è de la classificació general
- 1948. 10è de la classificació general
- 1949. 6è de la classificació general
- 1950. 3r de la classificació general. Vencedor d'una etapa
- 1951. 20è de la classificació general
- 1952. 21è de la classificació general
- 1953. Abandona
- 1954. 46è de la classificació general
- 1955. 27è de la classificació general

### Resultats al Tour de França
- 1952. 56è de la classificació general

### Resultats a la Volta a Espanya
- 1955. 46è de la classificació general